# Lauenhain (Crimmitschau)
Lauenhain ist eine Ortschaft der Großen Kreisstadt Crimmitschau im sächsischen Landkreis Zwickau. Sie entstand am 1. Januar 1999 durch Eingemeindung der selbstständigen Gemeinde Lauenhain mit ihren Ortsteilen Gersdorf und Harthau.

## Geografie

### Geografische Lage und Verkehr
Lauenhain liegt im südöstlichen Stadtgebiet von Crimmitschau am Paradiesbach, einem Zufluss der Pleiße. Im Westen befindet sich die Bundesstraße 93, über welche die im Norden liegende Autobahn 4 erreichbar ist. Lauenhain liegt am Lutherweg Sachsen.
Lauenhain ist mit seinen einstigen Ortsteilen Harthau und Gersdorf bezüglich der Besiedlung zusammengewachsen. Den Westteil der Ortschaft bilden Lauenhain im Norden und Gersdorf im Süden, welche durch den Paradiesbach von Harthau im Osten getrennt werden. Südlich des Feuerwehrhauses der Freiwilligen Feuerwehr Lauenhain schließt sich der Ortsteil Gersdorf nahtlos an Lauenhain an.

### Nachbarorte
| Crimmitschau      | Gablenz                                     |          |
| Wahlen            | Kompassrose, die auf Nachbargemeinden zeigt | Harthau  |
| Neukirchen/Pleiße | Lauterbach                                  | Gersdorf |

## Geschichte

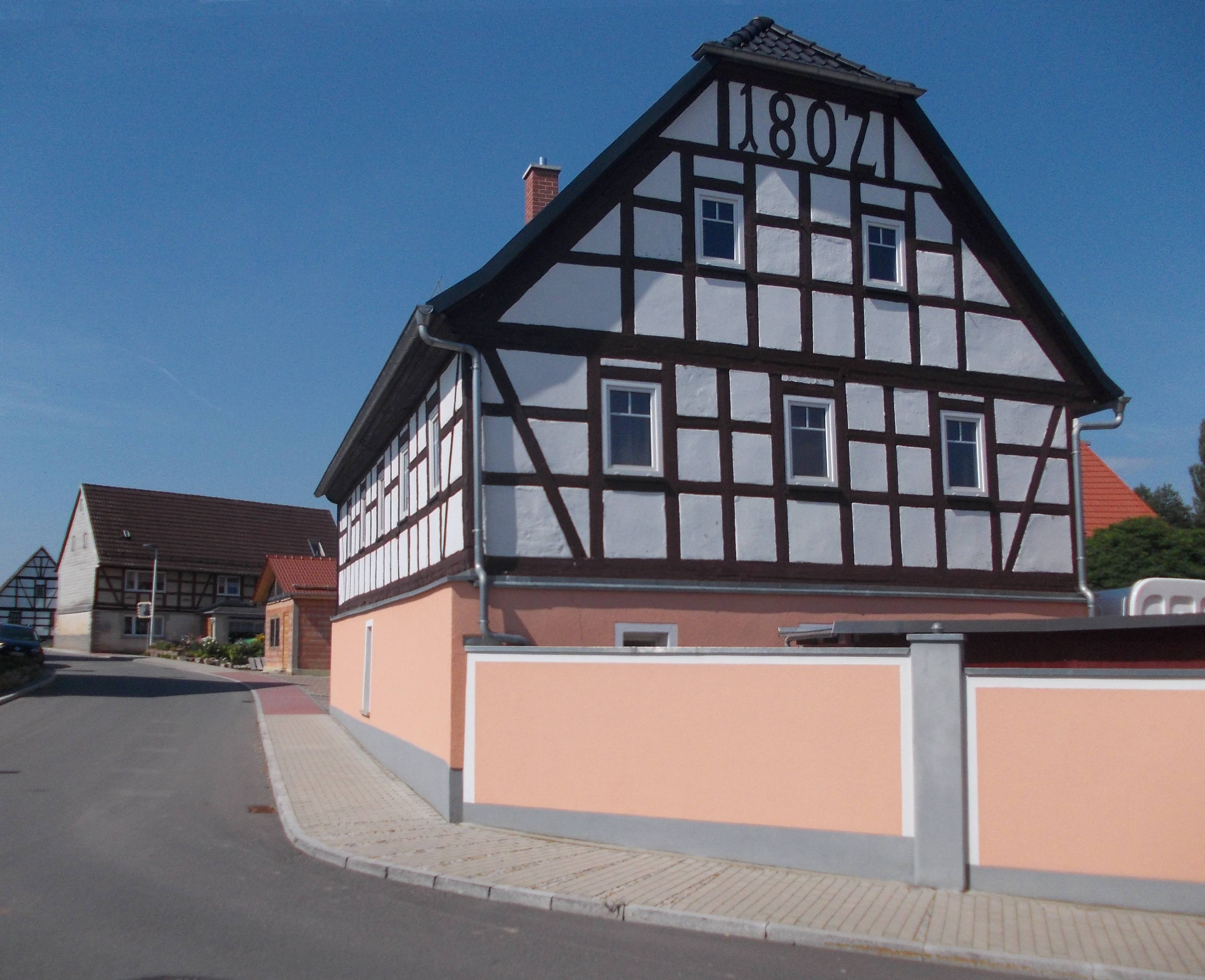
Fachwerkhäuser in Lauenhain

Lauenhain wurde im Jahr 1278 als „Lawenhain“ erwähnt. Der Ortsname ist vermutlich gleichbedeutend mit „Laubenhain“, was „Ort, der von Laubholz umgeben war“ bedeutet. Lauenhain gehörte wie das benachbarte Gersdorf bis zur Zeit der Reformation zu den Besitzungen des Klosters Grünhain in der schönburgischen Pflege Crimmitschau, die 1413 wettinisch wurde und im 16. Jahrhundert im kursächsischen Amt Zwickau aufging. Dem Kloster war Lauenhain um 1280 von den Besitzern Berthold von Ende und Konrad von Auerbach mit Bewilligung ihrer Lehnsherren, der Vögte von Weida und Gera geschenkt worden. In der 1316 erbauten Kirche des Orts wurde 1529 der erste evangelische Gottesdienst abgehalten. Nach der Auflösung des Grünhainer Klosters im Jahr 1533 gehörte ein Teil des Orts bezüglich der Grundherrschaft um 1551 zum Rittergut Ruppertsgrün bzw. ab 1606 zum Rittergut Gablenz. Der andere Teil des Orts unterstand als Amtsdorf direkt dem Amt Zwickau.
Lauenhain gehörte bis 1856 zum kursächsischen bzw. königlich-sächsischen
Amt Zwickau. 1856 wurde es dem Gerichtsamt Crimmitschau und 1875 der Amtshauptmannschaft Zwickau angegliedert. Während Gersdorf bereits zu dieser Zeit zu Lauenhain gehörte, wurde Harthau am 1. April 1935 nach Lauenhain eingemeindet.
Durch die zweite Kreisreform in der DDR kam die Gemeinde Lauenhain im Jahr 1952 zum Kreis Werdau im Bezirk Chemnitz (1953 in Bezirk Karl-Marx-Stadt umbenannt), der ab 1990 als sächsischer Landkreis Werdau fortgeführt wurde und 1994 im Landkreis Zwickauer Land bzw. 2008 im Landkreis Zwickau aufging. Seit der am 1. Januar 1999 erfolgten Eingemeindung von Lauenhain mit seinen beiden Ortsteilen nach Crimmitschau bilden diese drei Orte die Crimmitschauer Ortschaft Lauenhain. 1998 wurde das großzügig gestaltete Gemeindehaus eröffnet.

## Sehenswürdigkeiten
Die Lauenhainer Kirche wurde vor 1316 im romanischen Baustil errichtet. Die letzte Sanierung erfolgte im Jahr 1992. In einem Seitengebäude des Pfarrgehöfts befindet sich ein Rüstzeitheim für die christliche Jugend.

## Persönlichkeiten
- Sigismund Schmieder (1685–1717), Stadtarzt in Lommatzsch und Mitglied der Gelehrtenakademie „Leopoldina“
- Johann Gottfried Weller (1712–1780), Superintendent in Zwickau und Historiker.